# Astragalus damardanicus
Astragalus damardanicus es una especie de planta del género Astragalus, de la familia de las leguminosas, orden Fabales.

## Distribución
Astragalus damardanicus se distribuye por Afganistán (Jawzjan/Sar-e-Pol).

## Taxonomía
Fue descrita científicamente por D. Podl. Fue publicada en Mitt. Bot. Staatssamml. München 25: 318 (1988).